# Han Yaqin
Han Yaqin (chinesisch 韩亚琴 Hán Yàqín, * 18. August 1963) ist eine ehemalige chinesische Ruderin.

## Biografie
Han Yaqin gehörte bei den Olympischen Sommerspielen 1988 in Seoul zur chinesischen Crew, die in der Regatta mit dem Achter die Bronzemedaille gewann. Im chinesischen Achter ruderten außerdem Zhou Xiuhua, Zhang Yali, He Yanwen, Zhang Xianghua, Zhou Shouying, Yang Xiao, Hu Yadong und Li Ronghua.